# ナカモ
ナカモ株式会社（英: Nakamo CO.,LTD. ）は、愛知県に本社を置くみそ製造・調味料メーカー。地元の多くの家庭で常備されている名古屋名物「つけてみそかけてみそ」を製造している。

## 概要
1830年（天保元年）に名古屋城の近くで中島屋茂兵衛が糀製造販売を行ったのが始まりである。
通常のみそのほか、田楽みそやみそかつのタレとなどの合わせ味噌の販売を手掛けている。
特に1994年（平成6年）に発売した汎用の合わせ味噌「つけてみそかけてみそ」は年間約100万本生産する人気商品になっており、当社の年間売上高約7億円の約三分の一を占める主力商品となっている。

## 沿革
- 1830年（天保元年） - 現在の 名古屋市西区幅下二丁目にあたる地に、中島屋茂兵衛が糀製造販売を始める。 その後 中茂商店と改められ、白みそ・金山寺みその製造販売を行う。
- 1931年（昭和6年） - 西春日井郡 西枇杷島町（現在の清須市）に豆みその製造工場を建設。豆みその販売を開始。
- 1943年（昭和18年） -  中茂本店を西枇杷島町に移転。
- 1965年（昭和40年） -  ナカモ株式会社に組織変更。

## 主な商品

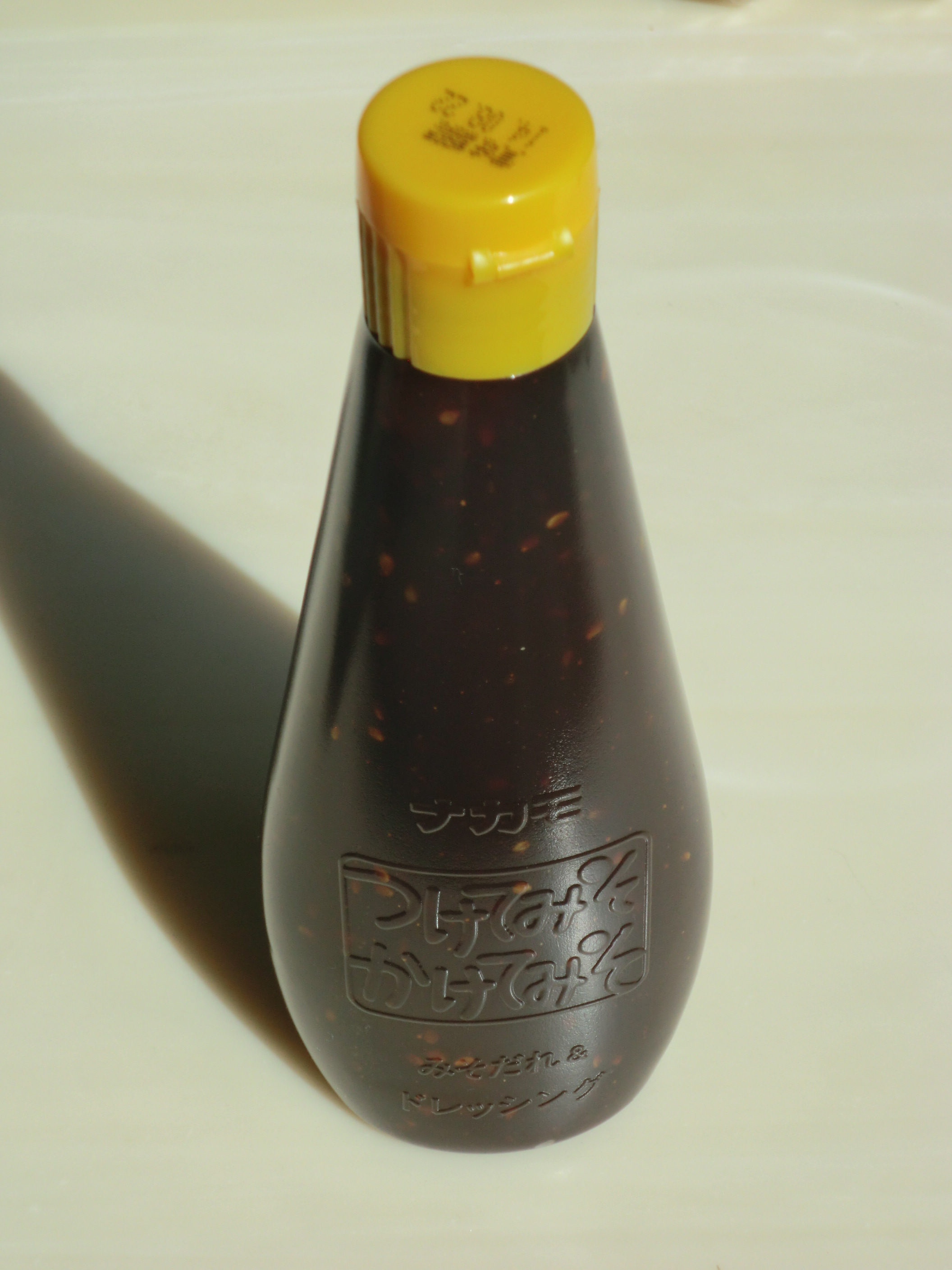
つけてみそかけてみそ

### 調味料
- つけてみそかけてみそ（オリジナル、プレミアム、マイルド、ゆず味）
- 瀬戸焼きそばの素
- 亀山みそ焼きうどんの素
- 味噌漬けの素
- どて煮の素
- 酢味噌
- からし酢味噌
- おむすびころりん野沢菜茶漬け（製造：おむすびころりん本舗）

### 味噌
- 名古屋味噌
- 京懐石 （味赤だし、あわせ、京あわせ、減塩20%味赤だし、減塩20%あわせ）
- 三種のこだわり味噌
- だし入り 赤だし
- だし入り あわせ
- 白みそ
- 西京白みそ

### 即席味噌汁
- みそ汁一週間（赤だし、あわせ）
- JOYカップ赤だし

## 関連会社
- ナカモ不動産株式会社
- 株式会社ナカモサンルート - 名古屋市内でホテルを運営。社名は、当初サンルートホテルチェーンとフランチャイズ契約を結び「ホテルサンルート」として営業していたことに由来するが、その後自社独自の「サイプレス」ブランドによるホテルも並行して開設、現在は全てのホテルを「サイプレス」にリブランドしている。